# Herb Halicza

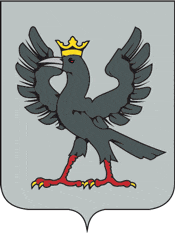
Herb Halicza

Herb miasta Halicza – polski herb miejski, przedstawiający kawkę w złotej koronie na srebrnym polu zwróconą w lewo z rozciągnionemi skrzydłami. Motyw kawki, lub innego czarnego ptaka, użyty symbolicznie, po raz pierwszy na tych ziemiach pojawia się na tarczach herbowych domu Arpadów.
Do 1772 r. był herbem ziemi halickiej, a następnie powiatu halickiego w austriackiej prowincji Galicja. Herbem o podobnym wzorze jest herb obwodu iwanofrankiwskiego.
W lipcu 1936 minister spraw wewnętrznych urzędowo ogłosił, że herbem miasta Halicz jest czarna kawka w locie w koronie złotej, umieszczona w srebrnym polu.